# S/S Express (1877)
S/S Express var ett av finländaren Robert Runeberg konstruerat ångfartyg som sjösattes 1877 och insattes på rutten Hangö-Stockholm. Det blev därigenom Finlands första fartyg i regelbunden vintertrafik.
S/S Express var byggt i Oskarshamn 1877 med ett deplacement på 380 ton och en effekt på 400-600 hk. Redare på linjen Hangö-Stockholm var från 1878 var kapten Carl Korsman, som erhöll statligt stöd för vintertrafikens upprätthållande. Fartyget övertogs 1894 av Finska ångfartygs Ab, men fortsatte på samma sträcka till 1898, varefter det blev lastbåt och såldes till Archangelsk 1901.